# Líneas del Este de los Ferrocarriles del Estado

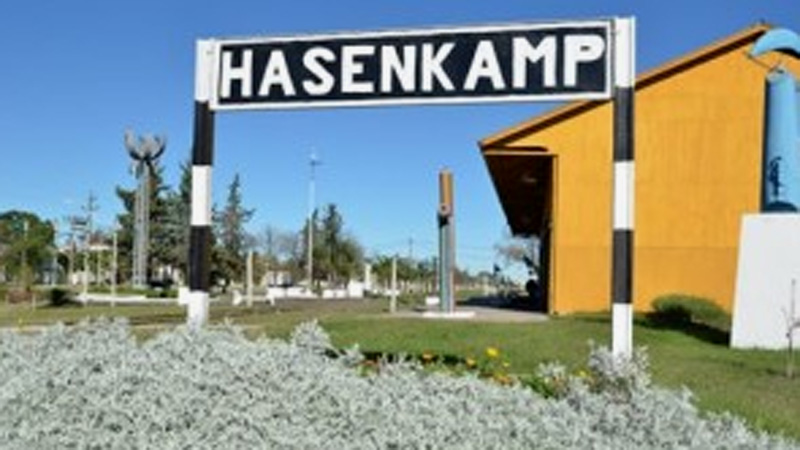
Estación del ferrocarril en Hasenkamp (diciembre de 2015).

Líneas del Este de los Ferrocarriles del Estado, Ferrocarril del Este o Ferrocarril Diamante-Curuzú Cuatiá fueron los nombres que recibió el conjunto vinculado de ramales ferroviarios de trocha estándar (1435 mm) ubicados en las provincias de Entre Ríos y de Corrientes en Argentina, cuando pertenecieron a la empresa estatal Administración General de Ferrocarriles del Estado (AGFE). Luego de que el 1 de marzo de 1948 concluyera la nacionalización de los ferrocarriles en Argentina durante la presidencia de Juan Domingo Perón, estas líneas pasaron a integrar la red del nuevo Ferrocarril Nacional General Urquiza a partir del 1 de marzo de 1949.

## Líneas
El Ferrocarril del Este operó los siguientes ramales:
- Línea E de Puerto Diamante a Curuzú Cuatiá, de 414 km. Empalmaba en Curuzú Cuatiá con el Ferrocarril Nordeste Argentino y en Crespo con el Ferrocarril de Entre Ríos.
- Línea E1 de Federal a Concordia Norte, de 96,4 km. Empalmaba en triángulo en Federal con el ramal de Puerto Diamante a Curuzú Cuatiá. Se completaba con un ramal al puerto de Concordia de 4,5 km con empalme en triángulo en el km 347, del que se desprendía un empalme con la estación Concordia Central del Ferrocarril Nordeste Argentino.
- Línea E2 de San Jaime al puerto de La Paz, de 144,7 km. Empalmaba en triángulo en San Jaime de la Frontera con el ramal de Puerto Diamante a Curuzú Cuatiá.
- Línea E3 de El Pingo al Paraná, de 71,1 km. Empalmaba en triángulo en El Pingo con el ramal de Puerto Diamante a Curuzú Cuatiá y en Paraná con la estación Paraná del Ferrocarril de Entre Ríos.

## Historia

### Antecedentes
La construcción y explotación de un ferrocarril entre el puerto de Diamante y Curuzú Cuatiá, con ramales laterales desde Federal a Chajarí y La Paz, fue concesionada a Rafael Aranda por ley n.° 4484 del 6 de octubre de 1904.

Artículo 1°. Concédese á don Rafael Aranda el derecho de construir y explotar una línea de ferrocarril, que, partiendo del Puerto de la ciudad del Diamante, de la provincia de Entre Ríos cruce la línea central del ferrocarril Central entrerriano, siga por la Cuchilla Grande y pasando por Villa Federal y San José de Feliciano, llegue á la ciudad de Curuzú Cuatiá de la provincia de Corrientes para empalmar con el Ferrocarril Nordeste Argentino y un ramal de Villa Federal á Chajarí, para empalmar con el F. C. Argentino del Este, y podrá construir también un ramal que, partiendo de Villa Federal, termine en la ciudad de La Paz.

Otra ley, la n.° 5077 sancionada el 13 de junio de 1907, modificó el trazado y agregó un ramal de San José de Feliciano a Sauce. 

Artículo 1° – Autorízase al Poder Ejecutivo para modificar el trazado de la línea del puerto del Diamante en la provincia de Entre Ríos, a Curuzú Cuatiá, provincia de Corrientas, manteniendo el de la línea principal entre Diamante y Curuzú Cuatiá por la Cuchilla Grande, pasando por Villa Federal, ligando San José de Feliciano, La Paz y Chajarí, por medio de ramales que salven las dificultades del trazado por la ley 4484 y ampliando la red con un ramal de San José de Feliciano a Sauce, provincia de Corrientes.

Pero la construcción no se efectuó y la concesión fue derogada por ley n.° 6341 de 2 de septiembre de 1909, que autorizó al Poder Ejecutivo Nacional para invertir 10 600 000 pesos oro para construir una línea de trocha estándar desde el puerto de la localidad de Diamante hasta el punto que resultase más conveniente de la línea Monte Caseros-Posadas del Ferrocarril Nordeste Argentino siguiendo la cuchilla Grande y pasando por Curuzú Cuatiá, con una derivación hasta el puerto de Paraná empalmando con la anterior en las inmediaciones de la estación María Grande, siguiendo la cuchilla. Lo autorizó también a iniciar negociaciones para comprar el ramal de Crespo a Hasenkamp del Ferrocarril de Entre Ríos.
La Administración General de Ferrocarriles del Estado fue un organismo estatal creado como ente autárquico por ley n.° 6757 del 11 de octubre de 1909 durante la presidencia de José Figueroa Alcorta. Su función era la de administrar los ferrocarriles de propiedad estatal y su sede se hallaba en el Edificio Ferrocarriles del Estado en la ciudad de Buenos Aires.

### Construcción de la línea Diamante-Curuzú Cuatiá
La construcción de la línea comenzó en marzo de 1910 construyéndose una primera sección de 33,7 kilómetros entre Diamante y la estación Gobernador Crespo del Ferrocarril de Entre Ríos, que fue librado al servicio público con carácter provisorio mediante una resolución de 14 de marzo de 1912. El 10 de septiembre de 1912 se estableció un servicio regular de trenes mixtos en el ramal. El Ministerio de Obras Públicas de la Nación publicó en el Boletín Oficial de la República Argentina el 9 de mayo de 1916 el nombre que recibirían las estaciones de este tramo: Puerto Diamante (km 0), Strobel (km 3,8) y Puiggari (km 21,3). 
Un decreto de 24 de marzo de 1914 aprobó un contrato entre la Dirección General de Ferrocarriles del Estado y el Ferrocarril de Entre Ríos para administrar, explotar y conservar la línea desde el Puerto de Diamante hasta la estación del km 78 (estación Bovril) de la sección Hasenkamp al norte. El contrato fue renovado el 3 de enero de 1916.

Articulo 1° — La Empresa se obliga á administrar, conservar y poner en explotación la línea férrea y telégrafo desde el Km. 4 de la linea de Diamante á Crespo y desde Hasenkamp hasta la estación Bovril en la Sección Hasenkamp...

El sector de unos 50 km entre Hasenkamp y Federal fue comenzado a construir en febrero de 1912 y finalizado el tendido en 1914. El tramo entre Hasenkamp y Bovril fue habilitado el 11 de abril de 1914. Para el tramo desde Bovril hasta Federal fue firmado otro contrato de arrendamiento el 31 de diciembre de 1915 que posibilitó que el Ferrocarril de Entre Ríos realizara los trabajos restantes para terminar la obra y explotar el servicio. El contrato fue aprobado por decreto de 26 de mayo de 1916, que además libró al servicio público de cargas el tramo.
El 19 de agosto de 1918 la Administración General de Ferrocarriles del Estado comenzó la explotación de la entrada al puerto de Diamante desde Strobel y el 1 de julio de 1919 se hizo cargo de la línea de Strobel a Crespo, mientras que de esta a Federal, aunque también se dio por terminado el contrato, fue entregada por el Ferrocarril de Entre Ríos en 1921. La totalidad del ramal hasta Curuzú Cuatiá fue habilitado al tráfico el 20 de septiembre de 1920 luego de que el Primer Batallón de Ferrocarrileros del Ejército Argentino finalizara su construcción. Los talleres en la estación Strobel fueron habilitados el 18 de agosto de 1921.
Debido a que las negociaciones estipuladas en la ley n.° 6341 con el Ferrocarril de Entre Ríos para la compra del ramal Crespo-Hasenkamp fracasaron, se proyectó la construcción de un ramal de 41,4 km entre la estación Puiggari de la sección Diamante-Crespo y la estación La Picada del futuro ramal Paraná-Hasenkamp. Sin embargo, un decreto del Gobierno nacional de 8 de junio de 1929 dispuso la expropiación del ramal de Crespo a Hasenkamp del Ferrocarril de Entre Ríos. Este tramo había sido librado al servicio el 26 de agosto de 1907 y habilitado el 1 de septiembre de ese año. El 1 de julio de 1929 se hizo efectiva la expropiación.

### Ramal de El Pingo a Paraná
El ramal a Paraná debía empalmar con la línea de Puerto Diamante a Curuzú Cuatiá en el lugar denominado De Elizalde, llamado después El Pingo. El plano de la obra no fue aprobado hasta 1927 y un decreto de 23 de diciembre de 1929 aprobó el presupuesto de la construcción. La ejecución de los trabajos comenzó el 25 de febrero de 1930, pero el derrocamiento del presidente Hipólito Irigoyen el 6 de septiembre de 1930 hizo que se suspendieran las obras hasta que el presidente Agustín Pedro Justo dispuso por decreto en 1938 la adjudicación de los trabajos a la empresa Hume Hnos. por el importe de 6 100 000 pesos. Las obras fueron concluidas en 1942 e inauguradas el 1 de noviembre de 1943. El 16 de agosto de 1954 corrió por primera vez un tren de pasajeros entre Paraná y Concordia utilizando este ramal.

### Otros ramales
Un decreto de 24 de octubre de 1927 aprobó el trazado del ramal entre San Jaime de la Frontera, San José de Feliciano y La Paz, autorizando la licitación de los trabajos. Otro decreto de 29 de marzo de 1928 autorizó la licitación y el comienzo de las obras entre los kilómetros 0 y 56 y ramal al muelle de La Paz, pero fue derogado el 20 de mayo de 1929. Finalmente, fue construido en dos tramos, de San Jaime a San José de Feliciano fue inaugurado el 22 de noviembre de 1932 y abierto al servicio el 6 de marzo de 1935, mientras que el San José de Feliciano a La Paz fue inaugurado en 1940. 
Un decreto de 30 de junio de 1930 autorizó la construcción del enlace entre la estación Crespo y el ramal a Hasenkamp prescindiendo así de usar las vías del Ferrocarril de Entre Ríos, para lo cual fue construida una trinchera por debajo del cruce de vías. Autorizó también la construcción de un ramal de 4,5 km entre la línea de Federal a Concordia Norte y el Puerto de Concordia, incluyendo un puente para cruzar la vías del Ferrocarril Nordeste Argentino. El ramal de Federal a Concordia Norte fue construido por el Primer Batallón de Ferrocarrileros y fue habilitado el 26 de diciembre de 1930.

## Infraestructura ferroviaria y material rodante
De acuerdo al Itinerario de Trenes N° 73 vigente desde el 1 de abril de 1940 y firmado por el administrador general Pablo Nogués (aún no había sido construido el ramal de El Pingo a Paraná), las Líneas del Este contaban con 8 coches motores, 22 coches de pasajeros, 604 vagones de carga, 10 zorras y 22 locomotoras a vapor. Los talleres se hallaban en Strobel y había mesas giratorias para locomotoras en Strobel, Federal, Curuzú Cuatiá, Concordia Norte y La Paz. Los galpones de locomotoras se hallaban en Strobel y Federal y para coches de pasajeros en Strobel, Hasenkamp, Federal y Concordia Norte.

## Cronología de inauguración de ramales
- 14 de marzo de 1912 (provisorio), ramal de 33,7 km entre las estaciones Strobel y Gobernador Crespo del Ferrocarril Entre Ríos.
- 11 de abril de 1914, tramo entre las estaciones Hasenkamp y Bovril.
- 24 de marzo de 1914, se aprobó el arrendamiento al Ferrocarril Entre Ríos desde el km 4 en Strobel hasta la estación Gobernador Crespo y entre las estaciones Hasenkamp y Bovril.
- 26 de mayo de 1916 (provisorio), tramo arrendado al Ferrocarril Entre Ríos entre las estaciones Bovril y Federal.
- 19 de agosto de 1918, tramo entre el puerto de Diamante y la estación Strobel.
- 1 de julio de 1919, fin del arrendamiento entre las estaciones Strobel y Gobernador Crespo.
- 1921, fin del arrendamiento entre las estaciones Hasenkamp y Federal.
- 20 de septiembre de 1920, tramo entre las estaciones Federal y Curuzú Cuatiá.
- 1 de julio de 1929, expropiación al Ferrocarril Entre Ríos del ramal entre las estaciones Gobernador Crespo y Hasenkamp.
- 1930, enlace entre la estación Crespo y el ramal a Hasenkamp.
- 26 de diciembre de 1930, ramal entre las estaciones Federal y Concordia Norte.
- 1932, ramal al puerto de Concordia.
- 22 de noviembre de 1932 (abierto al servicio el 6 de marzo de 1935), tramo entre las estaciones San Jaime y San José de Feliciano.
- 1940, tramo entre las estaciones San José de Feliciano y La Paz, con acceso al puerto.
- 1 de noviembre de 1943, ramal entre las estaciones El Pingo y Paraná.